# Втеча Фішера

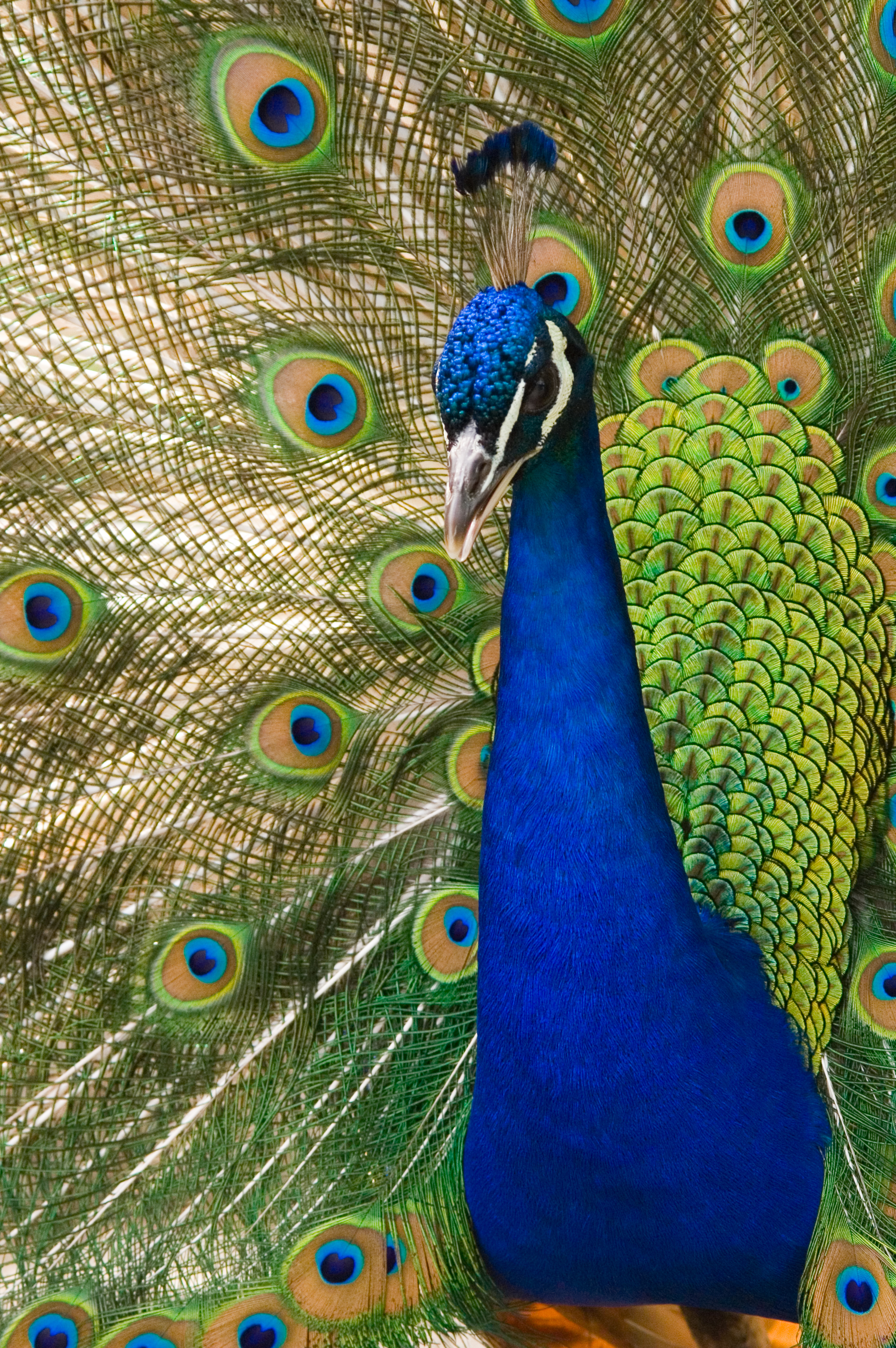
Хвіст павича є класичним прикладом надлишкових шлюбних прикрас самців, які можуть бути результатом фішерського утікання.

Фішерівська втеча (англ. Fisherian runaway) — запропонований на початку XX століття Рональдом Фішером гіпотетичний механізм статевого добору, покликаний пояснити еволюцію гіпертрофованих шлюбних прикрас, що зустрічаються у самців багатьох видів живих істот, для яких характерне статеве розмноження. Згідно з Фішером, перевагу з боку самок і, як наслідок, репродуктивну перевагу, отримували найбільш прикрашені самці.
Еволюція прикрас самців, прикладом якої є барвистий хвіст самців павичів, суттєво відрізняється від більш скромного хвоста самок, являє парадокс для еволюційних біологів починаючи з Чарльза Дарвіна і аж до сучасної синтетичної теорії еволюції. Відбір особин з дорогими, часто невигідними для особистого виживання, прикрасами, здається несумісним з природним відбором.
Теорія втечі є спробою вирішити цей парадокс, використовуючи передбачуваний генетичний механізм, що пояснює уподобання самиць, так і зовнішній вигляд самців, на основі принципу статевого добору. Гіпотеза полягає в тому, що самиці вибирають привабливих самців з найбільш розвиненими декоративними ознаками тільки через володіння самцями цими ознаками — на відміну від концепції гандикапу, де передбачається, що самки беруть до уваги те, як ці прикраси ускладнюють самцеві життя і тому свідчать про його кращу пристосованість в цілому.
Згідно з Фішером, ті що виникли в силу якоїсь мутації переваги самиць до самців з більш розвиненими прикрасами можуть призвести до того, що самці з більш розвиненими ознаками починають залишати більше потомства, ніж ті, які цим ознакою володіють меншою мірою. В результаті, наступне покоління успадковує як більш розвинені прикраси у самців, так і переваги до таких самців у самиць. Виникає механізм позитивного зворотного зв'язку.